# Pepuza
Pepuza  era una città della Frigia regione dell'Asia Minore (nel distretto di  Karahallı, provincia di Uşak,  Turchia).
Nel III secolo la città era stata proclamata "nuova Gerusalemme" dagli eretici cristiani Montanisti, che credevano Pepuza il luogo dove Gesù sarebbe dovuto ridiscendere sulla terra.
Giovanni da Efeso, Vescovo Monofisita, distrusse la sede dei Montanisti tra il 535 ed il 546.